# Meghna (upazila)
Meghna (en bengali : মেঘনা) est une upazila du Bangladesh dans le district de Comilla. En 2011, on y dénombrait 47 716 habitants.